# 吉川メソッド
吉川メソッドは吉川朋孝が名古屋の自宅で開業したパーソナルトレーニングジムであり、筋トレと食事法(糖質制限食)を行い、短期間でダイエットや筋肉をつけるメソッドのこと。
吉川メソッドではマンツーマンの筋トレと食事管理で肉体改造をサポートすることをサービスとしている。

## 沿革
- 2004年10月- 吉川の自宅にて開業[1]
- 2006年11月 - 名古屋に初出店[1]
- 2009年10月 - 東京に進出
- 2012年 6月 - 東京都港区白金台に出店
- 2013年 8月 - 東京渋谷区青山に出店

## 実績

### プライベートジム「短期集中肉体改造のパイオニア」
吉川はグラフィックデザインの仕事をしていたとき、恰幅のよいクライアントの店長が、「今の体ではジムに行くのは恥ずかしいから、
まずはこの出っ張ったお腹を引っ込めてからいくよ」と言われ、誰にも見られないでトレーニングができるプライベートジムのアイデアを思いつく。プライベートジムならマンションの一室で開業ができて、大型店舗のような資金も掛からずにスタートすることが可能と考えた。
そして、吉川の友人の二人に頼み、モニターとして筋トレと糖質制限をしてもたったところ、二人とも見事に結果を出してかっこよく痩せることに成功した。

### プライベートジムを初出店
ある日、その友人が取引先に出向いた際に、そこの社長夫人に「どうしたの、そんなに痩せて！」と驚かれることになる。その社長夫人が吉川の記念すべき生徒第一号で、急遽マンションの一室を借りて、プライベートジムをスタートさせた。

#### 吉川が始めたプライベートジムの特徴
- 筋トレと糖質制限による短期集中メソッド

- 食事報告を毎日メールでする

- 決められた期間を前払いする制度

この制度によって他のダイエットでは挫折した方でも、やる気と覚悟ができて成功率が上がった。
当時のシステムが今ある多くのプライベートジムのビジネスモデルの原型になる。
「週2回/月8回のトレーニング・入会金5万円・2ヶ月分を前払い」

## 現在
東京都港区白金台に一店舗のみ存在する。

## 書籍
2011年
- リバウンド率0%! 人生最後のダイエット「吉川メソッド」（2011年7月、ソフトバンククリエイティブ株式会社）
- 成功者のボディコントロール　驚異の『吉川メソッド』ダイエット （2011年10月、集英社）

2013年
- あなたと、あなたの人生を美しく、強くする筋トレのはじめ方（2013年4月、幻冬舎）
- 実証3ヶ月 吉川メソッドダイエット（2013年12月　集英社）

2014年
- 成功率100%! 奇跡の「吉川メソッド」でやせる! (TJMOOK)（2014年4月、宝島社）

2015年
- DVD付き　狙った筋肉を鍛える！　筋トレ完全バイブル（2015年7月、朝日出版社）

## プロデュース・監修など
2015年
- 吉川メソッド「筋破壊」トレーニングー生涯リバウンドしない体質へー（2015年9月、サプライズ Book）

## メディア出演
テレビ番組
- 『ザ・ベストハウス123』（2011年1月12日、フジテレビ）
- 『とくダネ!』（2011年1月18日、フジテレビ）
- 『仰天クイズ! 珍ルールSHOW』2時間SP（2011年9月6日、テレビ東京）
- 『Oh!どや顔サミット』（2011年11月18日、朝日放送）
- 『Oh!どや顔サミット』2時間SP（2012年1月6日、朝日放送）
- 『Oh!どや顔サミット』 （2012年2月10日、朝日放送）
- 『人生が変わる1分間の深イイ話』（2012年2月20日、日本テレビ）
- 『行列のできる法律相談所』（2012年4月8日、日本テレビ）
- 『健康カプセル!ゲンキの時間』（2013年12月15日、CBCテレビ）
- 『今夜くらべてみました』2013年12月17日、日本テレビ）
- 『人生が変わる1分間の深イイ話』2014年2月3日・2月3日、日本テレビ）
- 『嵐にしやがれ』（2014年9月20日、日本テレビ）
- 『ガムシャラ!』（2015年2月22日、テレビ朝日）
- 『テレビ未来遺産』緊急！池上彰と考える　今年の細菌・ウイルス大疑問（2016年1月28日、TBSテレビ）
- 『ぽっちゃりママのダイエット奮闘記~2ヶ月間でここまで痩せました~』（2016年9月4日、テレビ朝日）

ラジオ
- 『J-WAVE TOKYO MORNING RADIO』（2011年10月5日、J-WAVE）
- 『テリー伊藤のフライデースクープ そこまで言うか!』（2014年1月24日、ニッポン放送）
- 『ロンドンブーツ1号2号 田村淳のNewsCLUB』（2014年4月7日・14日、文化放送）

### ブログ
- 吉川朋孝 筋トレの教科書ブログ
- 吉川メソッドスタッフのブログ